# Músculo iliococcígeo
O músculo iliococcígeo é um músculo da pelve.